# Jillian Camarena-Williams
Jillian Camarena-Williams (Estados Unidos, 2 de marzo de 1982) es una atleta estadounidense, especialista en la prueba de lanzamiento de peso, con la que llegó a ser medallista de bronce mundial en 2011.

## Carrera deportiva
En el Mundial de Daegu 2011 gana la medalla de bronce en lanzamiento de peso, con una distancia de 20,02 metros, quedando tras la neozelandesa Valerie Adams y la bielorrusa Nadzeya Astapchuk.